# Victor Moses
Victor Moses (Lagos, 12 december 1990) is een Nigeriaanse voetballer die doorgaans als rechtsbuiten speelt. Sinds september 2024 speelt hij voor Luton Town. Moses was van 2012 tot en met 2018 international in het Nigeriaans voetbalelftal, waarvoor hij 38 interlands speelde en twaalf keer scoorde.

## Clubcarrière
Op 6 november 2007 maakte Moses op zestienjarige leeftijd zijn debuut voor Crystal Palace in de Championship in een competitiewedstrijd tegen Cardiff City. Op 31 januari 2010, de laatste dag van de winterse transferperiode, verkocht Crystal Palace hem voor 3 miljoen euro aan Wigan Athletic. In 2,5 jaar scoorde hij 8 doelpunten uit 74 wedstrijden voor Wigan. Op 24 augustus 2012 tekende Moses een vijfjarig contract bij Chelsea. Op 25 september 2012 maakte hij zijn debuut in het shirt van The Blues in een League Cup duel tegen Wolverhampton Wanderers. Chelsea won de wedstrijd met 6-0. Moses scoorde het zesde doelpunt. Op 3 november 2012 scoorde hij zijn eerste competitiedoelpunt voor Chelsea tegen Swansea City in een wedstrijd die op 1-1 eindigde. Vier dagen later scoorde hij zijn eerste Champions League doelpunt tegen het Oekraïense Sjachtar Donetsk. Op 15 mei 2013 won Chelsea de Europa League door SL Benfica met 2-1 te verslaan in de Amsterdam ArenA. Moses zag zijn ploeg vanaf de bank winnen. In januari 2019 werd Moses verhuurd aan Fenerbahçe. In januari 2020 werd hij verhuurd aan Internazionale. In oktober 2020 werd hij verhuurd aan Spartak Moskou.

## Clubstatistieken
| Seizoen | Club              | Competitie     | Competitie | Competitie | Beker | Beker | Internationaal | Internationaal | Overig | Overig | Totaal | Totaal |
| Seizoen | Club              | Competitie     | Wed.       | Dlp.       | Wed.  | Dlp.  | Wed.           | Dlp.           | Wed.   | Dlp.   | Wed.   | Dlp.   |
| ------- | ----------------- | -------------- | ---------- | ---------- | ----- | ----- | -------------- | -------------- | ------ | ------ | ------ | ------ |
| 2007/08 | Crystal Palace    | Championship   | 13         | 3          | 1     | 0     | —              | —              | 2      | 0      | 16     | 3      |
| 2008/09 | Crystal Palace    | Championship   | 27         | 2          | 5     | 0     | —              | —              | 0      | 0      | 32     | 2      |
| 2009/10 | Crystal Palace    | Championship   | 18         | 6          | 3     | 0     | —              | —              | 0      | 0      | 21     | 6      |
| 2009/10 | Wigan Athletic    | Premier League | 14         | 1          | 0     | 0     | —              | —              | 0      | 0      | 14     | 1      |
| 2010/11 | Wigan Athletic    | Premier League | 21         | 1          | 5     | 1     | —              | —              | 0      | 0      | 26     | 2      |
| 2011/12 | Wigan Athletic    | Premier League | 38         | 6          | 1     | 0     | —              | —              | 0      | 0      | 39     | 6      |
| 2012/13 | Wigan Athletic    | Premier League | 1          | 0          | 0     | 0     | —              | —              | 0      | 0      | 1      | 0      |
| 2012/13 | Chelsea           | Premier League | 23         | 1          | 8     | 4     | 10             | 5              | 2      | 0      | 43     | 10     |
| 2013/14 | → Liverpool       | Premier League | 19         | 1          | 3     | 1     | —              | —              | 0      | 0      | 22     | 2      |
| 2014/15 | → Stoke City      | Premier League | 19         | 3          | 4     | 1     | —              | —              | 0      | 0      | 23     | 4      |
| 2015/16 | Chelsea           | Premier League | 0          | 0          | 0     | 0     | 0              | 0              | 1      | 0      | 1      | 0      |
| 2015/16 | → West Ham United | Premier League | 21         | 1          | 5     | 1     | 0              | 0              | 0      | 0      | 26     | 2      |
| 2016/17 | Chelsea           | Premier League | 34         | 3          | 6     | 1     | —              | —              | 0      | 0      | 40     | 4      |
| 2017/18 | Chelsea           | Premier League | 28         | 3          | 5     | 0     | 4              | 0              | 0      | 0      | 37     | 3      |
| Totaal  | Totaal            | Totaal         | 276        | 31         | 46    | 9     | 14             | 5              | 5      | 0      | 341    | 45     |

## Interlandcarrière
Moses kwam uit voor verschillende Engelse jeugdelftallen. Bij Engeland -17 speelde hij 15 wedstrijden waarin hij 9 doelpunten maakte. Voor Engeland -19 scoorde hij 2 doelpunten uit 12 wedstrijden. Hij speelde eenmalig mee met Engeland -21 in een met 2-0 gewonnen wedstrijd tegen Oezbekistan -21.
In maart 2011 accepteerde Moses een uitnodiging voor Nigeria voor een oefenwedstrijd tegen Guatemala in de Verenigde Staten. Echter liet de FIFA hem niet toe om van nationaliteit te verwisselen. Pas in november 2011 ging de FIFA akkoord. Hij zat in de 23-koppige selectie van Nigeria tijdens de Africa Cup 2013. In de laatste groepswedstrijd tegen Ethiopië scoorde hij twee penalty's. Op 10 februari 2013 won hij met Nigeria de Afrika Cup 2013 na 1-0 winst tegen Burkina Faso.

## Erelijst
| Competitie         |         |                  |         |         |
| Competitie         | Aantal  | Jaren            |         |         |
| Chelsea            | Chelsea | Chelsea          | Chelsea | Chelsea |
| ------------------ | ------- | ---------------- | ------- | ------- |
| UEFA Europa League | 2x      | 2012/13, 2018/19 |         |         |
| Premier League     | 1x      | 2016/17          |         |         |
| FA Cup             | 1x      | 2017/18          |         |         |
| Nigeria            |         |                  |         |         |
| Afrika Cup         | 1x      | 2013             |         |         |